# Jay Ajayi
Jay Ajayi (Londra, 15 giugno 1993) è un ex giocatore di football americano inglese che ha militato nel ruolo di running back nella National Football League (NFL).

## Carriera

### Miami Dolphins
Dopo avere giocato al college a football alla Boise State University dal 2011 al 2014, Ajayi fu scelto nel corso del quinto giro (149º assoluto) del Draft NFL 2015 dai Miami Dolphins. Il 6 settembre 2015 fu inserito in lista infortunati per la frattura di una costola riportata nell'ultima gara di pre-stagione. L'8 novembre 2015 fece il suo debutto come professionista contro i Buffalo Bills, correndo cinque volte per 41 yard. Il primo touchdown lo segnò nella settimana 15 contro i San Diego Chargers. La sua stagione da rookie si concluse con 49 portate per 187 yard.
Dopo che i Dolphins persero il loro running back titolare Lamar Miller come free agent, Ajayi sembrò dover prendere il suo posto, finché non arrivò un altro free agent, il Pro Bowler Arian Foster, a reclamarlo. Scontento di Ajayi, il capo-allenatore Adam Gase non portò il giocatore in viaggio con la squadra nella prima gara dell'anno a Seattle. Tornò attivo la settimana successiva correndo 5 volte per 14 yard contro i New England Patriots dopo che Foster fu costretto ad abbandonare la gara nel secondo tempo a causa di un infortunio all'inguine.
Il 23 ottobre 2016, Ajayi divenne solamente il quarto giocatore della storia della NFL assieme a O.J. Simpson (due volte), Earl Campbell e l'ex giocatore dei Dolphins Ricky Williams a correre per più di duecento yard in due gare consecutive. Ajayi fece seguire alle 204 yard e touchdown contro i Pittsburgh Steelers altre 214 yard e un touchdown contro i Buffalo Bills. Per queste prestazioni, in entrambe le occasioni fu premiato come giocatore offensivo della AFC della settimana e come running back della settimana. La terza gara da oltre 200 yard la disputò nella vittoria ai supplementari del penultimo turno di nuovo contro Buffalo, in una gara in cui segnò anche un touchdown da 57 yard, venendo premiato per la terza volta come giocatore offensivo della settimana e come running back della settimana. Fu solamente il quarto giocatore nell'era Super Bowl a correre almeno 200 yard in tre gare della stessa annata, dopo O.J. Simpson, Earl Campbell e Tiki Barber. La sua annata si chiuse al quarto posto nella NFL con 1.272 yard corse oltre a 8 touchdown, venendo convocato per il suo unico Pro Bowl al posto dell'infortunato LeSean McCoy

### Philadelphia Eagles
Il 31 ottobre 2017, Ajayi fu ceduto ai Philadelphia Eagles in cambio di una scelta del quarto giro del draft 2018. Dopo non avere segnato in sette gare con i Dolphins, andò subito a segno nella prima gara con la nuova maglia con un TD da 46 yard nella vittoria sui Denver Broncos. Il 4 febbraio 2018 allo U.S. Bank Stadium di Minneapolis scese in campo nel Super Bowl LII vinto contro i New England Patriots per 41-33, il primo trionfo della storia della franchigia. La sua gara si concluse con 9 corse per 57 yard, risultando il secondo miglior corridore della partita.
L'8 ottobre 2018, Ajayi fu inserito in lista infortunati dopo avere riportato la rottura del legamento crociato anteriore nella partita contro i Vikings.

## Palmarès

### Franchigia
- Super Bowl : 1

Philadelphia Eagles: LII
- National Football Conference Championship: 1

Philadelphia Eagles: 2017

### Individuale
- Convocazioni al Pro Bowl: 1

2016
- Giocatore offensivo della AFC della settimana: 3

6ª, 7ª e 16ª del 2016
- Running back della settimana: 3

6ª, 7ª e 16ª del 2016